# Talisa Soto
Miriam Talisa Soto (Brooklyn, Nueva York; 27 de marzo de 1967), conocida como Talisa Soto, es una modelo y actriz estadounidense de origen puertorriqueño.

## Carrera

### Como modelo
De ascendencia puertorriqueña, es la menor de cuatro hermanos. Comenzó su carrera como modelo a la edad de 15 años, firmó contrato con la agencia de modelos Click Model y comenzó a modelar durante las vacaciones de verano. Semanas después, viajó a París, donde apareció en un diseño para Vogue, fotografiada por Bruce Weber. Volvió a Northampton después del verano para reanudar sus estudios y seguir como modelo de vez en cuando hasta graduarse de la escuela secundaria. Más tarde apareció en las portadas de las revistas estadounidenses y británicas Vogue, British Elle, Mademoiselle, Glamour y Self.
También apareció en su primer video musical junto con su exnovio Nick Kamen en el videoclip de Madonna "Each Time You Break My Heart" canción escrita por Madonna, bajo la dirección de Tony Viramontes. Soto y Kamen se presentan a menudo como modelos de Ray Petri, el estilista de moda y el creador de Boy Buffalo a finales de los años 80 en Londres.
En 1990, fue elegida por la revista People Magazine como una de las 50 mujeres más agradables del mundo. Alcanzó el puesto número 58 en la Maxim Hot 100 Women del 2002.

### Como actriz
En 1988 Soto regresó a Estados Unidos, donde hizo una prueba y consiguió el papel de India en su debut cinematográfico, Spike of Bensonhurst, comedia protagonizada por Sasha Mitchell y Ernest Borgnine. En 1989, fue elegida como Lupe Lamora en la película de James Bond titulada Licence to Kill, protagonizada por Timothy Dalton. Más tarde, también interpretó a Maria Rivera en la película The Mambo Kings.
Ha participado en más de veinte películas, entre las cuales destaca su participación: en Mortal Kombat (1995) y en su secuela, como Kitana; en Island of the Dead, como Melissa O'Keefe; Piñero (2001), como Sugar, protagonizada por Benjamin Bratt, y en Ballistic: Ecks vs. Sever (2002), como Ryne, junto a Lucy Liu y  Antonio Banderas. También hizo dos apariciones como invitada en la serie de televisión C-16: FBI.
En 1995, desempeñó el papel de doña Julia en la comedia romántica Don Juan DeMarco, protagonizada por Johnny Depp. En 1996, interpretó el papel protagonista en la película Vampirella, basada en el personaje de cómic homónimo.

## Vida personal
En 1997, Soto se casó con el actor australiano Costas Mandylor, de quien se divorció en el 2000. Conoció al actor Benjamin Bratt, mientras los dos filmaban Piñero, y se casaron el 13 de abril de 2002. La pareja tiene dos hijos: Sophia Rosalinda Bratt, nacida el 6 de diciembre de 2002, y Mateo Bravery Bratt, nacido el 3 de octubre de 2005.

## Filmografía
- La Mission (2009)
- Piñero (2001)
- Beautiful Maria of My Soul (2002)
- Ballistic: Ecks vs. Sever (2002)
- Island of the Dead (2000) TV
- Flight of Fancy (2000)
- C-16: FBI (1998) TV, 2 episodios.
- Flypaper (1998)
- The Corporate Ladder (1997)
- Mortal Kombat 2. Aniquilación (1997)
- Vampirella (1996)
- Mortal Kombat (1995)
- El próximo enemigo (1994)
- Don Juan DeMarco (1995)
- Harts of the West (1993-1994) TV, 15 episodios.
- The Mambo Kings (1992)
- Contra toda ley (1992)
- Silueta (1990)
- Licence to Kill (1989)

## Premios

### Premio ALMA
| Año  | Categoría       | Película | Resultado |
| ---- | --------------- | -------- | --------- |
| 1994 | Mejor actuación | Piñero   | Nominada  |